# Huara inflata
Huara inflata is een spinnensoort uit de familie Desidae. De soort komt voor in Nieuw-Zeeland.